# Pterocarpus gilletii
Pterocarpus gilletii är en ärtväxtart som beskrevs av De Wild. Pterocarpus gilletii ingår i släktet Pterocarpus och familjen ärtväxter. Inga underarter finns listade i Catalogue of Life.